# Melaje
Melaje (Servisch cyrillisch Мелаје) is een plaats in de Servische gemeente Tutin. De plaats telt 431 inwoners (2002).